# أمنون شاشوا
أمنون شاشوا (بالعبرية: אמנון שעשוע‏) (من مواليد 26 مايو 1960) هو عالم كمبيوتر ورجل أعمال إسرائيلي.
وهو أستاذ علوم الكمبيوتر في الجامعة العبرية في القدس وكذلك نائب الرئيس الأول في شركة إنتل والرئيس والمدير التنفيذي (CEO) لشركة Mobileye وهي إحدى شركات إنتل في إسرائيل تعمل على تطوير السيارات ذاتية القيادة، والبرامج المساعدة الخاصة بالسيارات،  ومؤسس مشارك لـشركة OrCam .
أعلن في عام 2020 عن افتتاح أول بنك رقمي في إسرائيل.

## حياته
حصل أمنون شاشوا على درجة البكالوريوس في الرياضيات وعلوم الكمبيوتر من جامعة تل أبيب عام 1985 وماجستير علوم الكمبيوتر عام 1989 من معهد وايزمان للعلوم  تحت إشراف شمعون أولمان.
وحصل على درجة الدكتوراه في علوم الدماغ والإدراك من معهد ماساتشوستس للتكنولوجيا (MIT)، أثناء عمله في مختبر الذكاء الاصطناعي، في عام 1993؛ وتدريبه بعد الدكتوراه تحت إشراف توماسو بوجيو في مركز التعلم البيولوجي والحاسوبي في معهد ماساتشوستس للتكنولوجيا.

## عمله الأكاديمي
كان شاشوا عضوًا في كلية علوم الكمبيوتر في الجامعة العبرية في القدس منذ عام 1996. وفي عام 1999 تم تعيينه أستاذاً مساعداً وفي عام 2003 حصل على درجة الأستاذية الكاملة. ومن 2002 إلى 2005 كان رئيسًا لكلية الهندسة وعلوم الكمبيوتر في الجامعة العبرية.
شاشوا يشغل حاليًا كرسي «زاكس» في علوم الكمبيوتر في الجامعة العبرية منذ عام 2007. ونشر أكثر من 100 ورقة بحثية في مجال التعلم الآلي والرؤية الحاسوبية.
وتشمل أبحاث شاشوا على المعالجة المبكرة للتمييز العصبي، وآليات التجميع، والإدراك والتعلم البصري، واستخلاص الصور للرسوم المتحركة والجرافيك، ونظرية الرؤية الحاسوبية في مجالات الهندسة المتعددة الرؤية، والمستشعرات متعددة الرؤية، والأنظمة الجبر متعدد الخطوط في الرؤية والتعلم، ومجالات أخرى.

## الجوائز والتقدير
كان عمل شاشوا مع ليور وولف في الهندسة متعددة الرؤية أحد «أفضل الأوراق» الثلاثة المشتركة في المؤتمر الأوروبي لعام 2000 حول رؤية الكمبيوتر (ECCV) وحصل على جائزة مار «التقدير المشرف» في المؤتمر الدولي لعام 2001 حول رؤية الكمبيوتر (ICCV).
وكان عمله مع تامر حزان على النماذج الرسومية حصل على المركز الثاني كـ«أفضل ورقة بحثية» في مؤتمر 2008 حول عدم اليقين في الذكاء الاصطناعي (UAI). حصل شاشوا على الجائزة الأولى في جائزة كاي للابتكار Kaye Innovation لعام 2004،  وجائزة ميفال هاباييس لانداو لعام 2005 للعلوم والبحث في مجال العلوم الدقيقة - الروبوتات.
في يوم الاستقلال الإسرائيلي 2017، تم اختيار شاشوا لواحد من أرفع الجوائز في المجتمع الإسرائيلي، لإضاءة شعلة في الاحتفال الوطني في جبل هرتسل. قررت اللجنة التي تختار مضيئي الشعلة تكريمه لمساهمته في تطوير أحدث التقنيات التي تساعد في الحد من حوادث الطرق ومساعدة ضعاف البصر.
في عام 2019، تم الاعتراف بشاشوا من قبل جمعية علوم وتكنولوجيا التصوير كأفضل عالم في مجال التصوير الإلكتروني (EI)، وهي جائزة سنوية تُكرم عضوًا من مجتمع التصوير الإلكتروني الذي يُظهر التميز ويحظى باحترام أقرانه من خلال تقديمه مساهمات كبيرة في مجال التصوير الإلكتروني.
تم تكريمه لمساهماته في رؤية الكمبيوتر والتعلم الآلي، ولتطوير القيادة الذاتية والأجهزة المساعدة القابلة للارتداء للمكفوفين وضعاف البصر. كان شاشوا وفريقه أيضًا من المرشحين النهائيين في جوائز المخترعين الأوروبية لعام 2019، التي منحها مكتب براءات الاختراع الأوروبي، لتقنيتهم المتقدمة لمساعدة السائق التي تجعل الطرق أكثر أمانًا في جميع أنحاء العالم.
وفي عام 2020 حصل على جائزة دان ديفيد لعمله في الذكاء الاصطناعي.

## حياته العملية
في عام 1995، أسس شاشوا شركة «كوغني تينز» CogniTens، والتي بيعت لشركة «هكساغون إيه بي» Hexagon AB في عام 2007. و
في عام 1999، شارك في تأسيس شركة «موبيلاي» Mobileye، ويشغل حاليًا منصب نائب الرئيس الأول في شركة إنتل والرئيس والمدير التنفيذي (CEO) لشركة «موبيلاي»، التي استحوذت عليها شركة إنتل. وشركة «موبيلاي» هي شركة تقوم بتطوير أنظمة على الرقائق الإلكترونية وخوارزميات لرؤية الكمبيوتر للكشف عن المشاة والمركبات وإشارات المرور والممرات والمزيد لأنظمة مساعدة القيادة. وتقوم الشركة أيضًا بتطوير تقنية القيادة الذاتية. وفي 1 أغسطس 2014، أطلقت اكتتابها الأولي في بورصة نيويورك والذي كان أكبر اكتتاب عام إسرائيلي على الإطلاق في الولايات المتحدة حيث جمع ما يقرب من مليار دولار بقيمة سوقية قدرها 5.3 مليار دولار.
في عام 2010، شارك شاشوا في تأسيس شركة «أوركام» OrCam، وهي شركة إسرائيلية أطلقت جهازًا مساعدًا للمكفوفين استنادًا إلى قدرات رؤية الكمبيوتر.
في 13 مارس 2017، أعلنت كل من شركة إنتل وموبيلاي عن نية الأولى للاستحواذ على الثانية مقابل 15.3 مليار دولار. وكانت الصفقة، التي تم إتمامها في 8 أغسطس 2017، أكبر عملية استحواذ لشركة تكنولوجيا إسرائيلية حتى الآن. وفي مايو 2020، أعلنت إنتل أنها ستستحوذ على شركة موفيت لحلول خدمات التنقل، مما جعل شركة موبيلاي المملوكة لإنتل أقرب إلى تحقيق خطتها لتصبح مزودًا متكاملًا للتنقل.

## روابط خارجية
- أمنون شاشواع، صفحة أكاديمية على موقع الجامعة العبرية في القدس.
- أمنون شاشوا، أحد أفضل 10 أشخاص ناجحين لعام 2014، وفقًا لـصحيفة كالكاليست Calcalist الإسرائيلية.